# Haas VF-18
Haas VF-18 je bolid američke momčadi Haas F1 u Formuli 1.

## Dizajn bolida

### Motor
- Naziv: Ferrari 063
- Proizvođač: Ferrari
- Težina: 145 kilograma
- Zapremnina: 1,6 litara
- Broj cilindara: 6
- Broj ventila: 24
- V kut: 90°
- Maksimalni broj obrtaja u minuti: 15.000
- Maksimalni protok goriva: 100kg/h
- Elementi motora: Motor s unutarnjim izgaranjem, turbopunjač, MGU-K, MGU-H, spremnik energije i kontrolna jedinica.

### Mjenjač i gume
Momčad je koristila OZ Racing 13 felge i Pirellijeve gume (Pirelli P Zero - Pirelli Cinturato), te Ferrari poluautomatski mjenjač s 8 brzina i jednom brzinom unatrag.

## Predstavljanje i testiranje bolida
Haas F1 Team je bila prva momčad koja je predstavila bolid za novu 2018. sezonu. Novi VF-18 pokazan je u bojama sličnim onima iz njihove prve Formula 1 sezone.

## Sezona 2018.

### Rezultati
| Vozač           | Grid / Utrka | AUS  | BAH | KIN | AZE | ŠPA | MON | KAN | FRA | AUT | VBR | NJE | MAĐ | BEL | ITA | SIN | RUS | JAP | SAD | MEK | BRA | ABU |
| --------------- | ------------ | ---- | --- | --- | --- | --- | --- | --- | --- | --- | --- | --- | --- | --- | --- | --- | --- | --- | --- | --- | --- | --- |
| Romain Grosjean | Startni grid | 6.   |     |     |     |     |     |     |     |     |     |     |     |     |     |     |     |     |     |     |     |     |
| Romain Grosjean | Utrka        | Odu. |     |     |     |     |     |     |     |     |     |     |     |     |     |     |     |     |     |     |     |     |
| Kevin Magnussen | Startni grid | 5.   |     |     |     |     |     |     |     |     |     |     |     |     |     |     |     |     |     |     |     |     |
| Kevin Magnussen | Utrka        | Odu. |     |     |     |     |     |     |     |     |     |     |     |     |     |     |     |     |     |     |     |     |

### Plasman
| Poz. | Vozač           | Bodovi |
| ---- | --------------- | ------ |
| –    | Romain Grosjean | 0      |
| –    | Kevin Magnussen | 0      |
| Poz. | Konstruktor     | Bodovi |
| –    | Haas-Ferrari    | 0      |